# Flora of the Rocky Mountains
Flora of the Rocky Mountains (abreviado Fl. Rocky Mts.) es un libro con ilustraciones y descripciones botánicas que fue escrito por el botánico sueco-estadounidense Per Axel Rydberg y publicado en 1917 con el nombre de Flora of the Rocky Mountains and adjacent plains : Colorado, Utah, Wyoming, Idaho, Montana, Saskatchewan, Alberta, and neighboring parts of Nebraska, South Dakota, North Dakota, and British Columbia.